# Атлетік Ескальдес
«Атлетік Ескальдес» (кат. Atlètic Club d’Escaldes) — професійний андоррський футбольний клуб із міста Ескальдес-Енгордань в паррокії Ескальдес-Енгордані, заснований 2002 року.

## Історія
Команда була заснована 20 травня 2002 року. У своєму першому сезоні 2002/03 років команда виступала в Сегона Дівісіо. Тоді «Атлетик» став бронзовим призером першості, поступившись лише «Каса Естрелла дель Бенфіці» та «Енгордані». У наступному сезоні 2003/04 років команда стала переможцем Сегона Дівісіо і вийшов до вищого дивізіону. Наступні три сезони «Атлетік» провів в Сегона Дівісіо, вилетівши в нижчий дивізіон в сезоні 2006/07 років. Найкращий виступ клуб показав у чемпіонаті Андорри 2005/06 років зайнявши 6 місце.
У сезоні 2008/09 «Атлетік» став срібним призером Сегона Дівісіо, поступившись лише «Енкампу». У сезоні 2014/15 головним тренером команди став Луїс Карлос Гонсалвіш Вентура, який до цього очолював «Принсіпат».

## Досягнення
Прімера Дівізіо
- Чемпіон (1): 2022—23

 Сегона Дівісіо
- Чемпіон (1): 2003/04
- Срібний призер (1): 2008/09
- Бронзовий призер (1): 2002/03

 Кубок Андорри
- Володар (1): 2022
- Фіналіст (2): 2021, 2025

## Статистика виступів у національних турнірах
| Сезон   | Дивізіон        | Місце в чемпіонаті | І  | В  | Н | П  | ЗМ | ПМ | О  | Кубок Андорри | Примітки                      |
| ------- | --------------- | ------------------ | -- | -- | - | -- | -- | -- | -- | ------------- | ----------------------------- |
| 2002/03 | Сегона Дівісіо  | 3                  | 18 | 7  | 3 | 8  | 37 | 40 | 24 | 1/8 фіналу    |                               |
| 2003/04 | Сегона Дівісіо  | 1                  | 16 | 14 | 1 | 1  | 66 | 12 | 43 | 1/16 фіналу   | Підвищення                    |
| 2004/05 | Прімера Дівісіо | 8                  | 14 | 2  | 0 | 12 | 11 | 49 | 6  | 1/8 фіналу    |                               |
| 2005/06 | Прімера Дівісіо | 6                  | 20 | 8  | 4 | 8  | 21 | 27 | 28 | 1/4 фіналу    |                               |
| 2006/07 | Прімера Дівісіо | 8                  | 20 | 4  | 3 | 13 | 18 | 44 | 15 | 1/4 фіналу    | Пониження                     |
| 2007/08 | Сегона Дівісіо  | 6                  | 16 | 5  | 2 | 9  | 30 | 33 | 17 | 1/8 фіналу    |                               |
| 2008/09 | Сегона Дівісіо  | 2                  | 18 | 10 | 4 | 4  | 40 | 26 | 34 | 1/16 фіналу   | Плей-оф за місце в чемпіонаті |
| 2009/10 | Сегона Дівісіо  | 6                  | 14 | 2  | 3 | 9  | 13 | 37 | 6  | 1/16 фіналу   |                               |
| 2010/11 | Сегона Дівісіо  | 6                  | 18 | 5  | 2 | 11 | 32 | 54 | 17 | 1/8 фіналу    |                               |
| 2011/12 | Сегона Дівісіо  | 4                  | 18 | 10 | 1 | 7  | 33 | 37 | 31 | 1/32 фіналу   |                               |
| 2012/13 | Сегона Дівісіо  | 4                  | 22 | 11 | 5 | 6  | 53 | 40 | 38 | 1/16 фіналу   | Плей-оф за місце в чемпіонаті |
| 2013/14 | Сегона Дівісіо  | 12                 | 14 | 3  | 1 | 10 | 25 | 48 | 10 | 1/32 финала   |                               |
| 2014/15 | Сегона Дівісіо  | 2                  | 16 | 10 | 3 | 3  | 59 | 22 | 33 |               | Плей-оф за місце в чемпіонаті |